# Blongios nain
Botaurus minutus
Espèce
Statut de conservation UICN

 LC  : Préoccupation mineure
Statut CITES
Le Blongios nain (Botaurus minutus), aussi dit Butor blongios, est une espèce de hérons nicheurs et migrateurs de la famille des Ardéidés. C'est le plus petit des hérons européens.

## Description

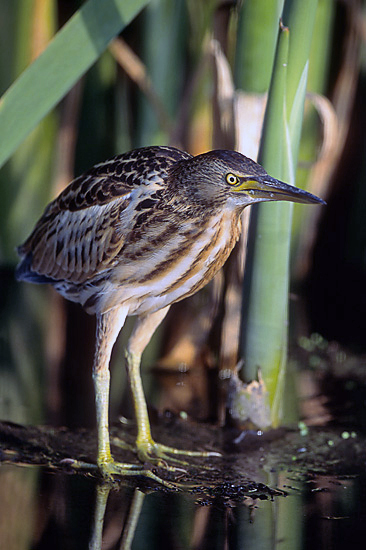
Blongios nain juvénile.

Il est reconnaissable par sa petite taille, équivalente à celle d'un pigeon et à la couleur jaune paille qu'arbore le dessus de sa tête alors que son dos est noir.
Le mâle arbore une calotte et un dos noir, une grande plage beige orangé très pâle sur les ailes, un ventre et une poitrine beige striée de brun orangé. Les joues sont gris bleu, le bec jaune à pointe noire. La femelle présente le même motif que le mâle mais en beaucoup plus terne.
Il mesure 33 à 38 cm de long, pour une envergue de 52 à 58 cm et un poids de 140 à 150 g.

## Comportement
Il vit solitaire ou en couple, parfois en groupes lâches au moment des migrations.
Cette espèce est monogame et territoriale (c'est le mâle qui crée et défend son territoire en début de la période de reproduction).
Mâle et femelle s'occupent des oisillons jusqu'à leur envol.

### Alimentation
Le Blongios nain utilise généralement pour se nourrir les trouées au sein des roselières ainsi que les berges de canaux.
Son régime alimentaire est essentiellement basé sur des insectes aquatiques, des batraciens et des petits poissons qu'il chasse solitairement, au crépuscule surtout. Il chasse à l'affut, immobile dans les roseaux ou en avançant lentement sur la berge.

### Vocalisations
Le chant est un « rou » un peu roulé, discret et un peu rauque, répété à intervalles réguliers.

### Reproduction

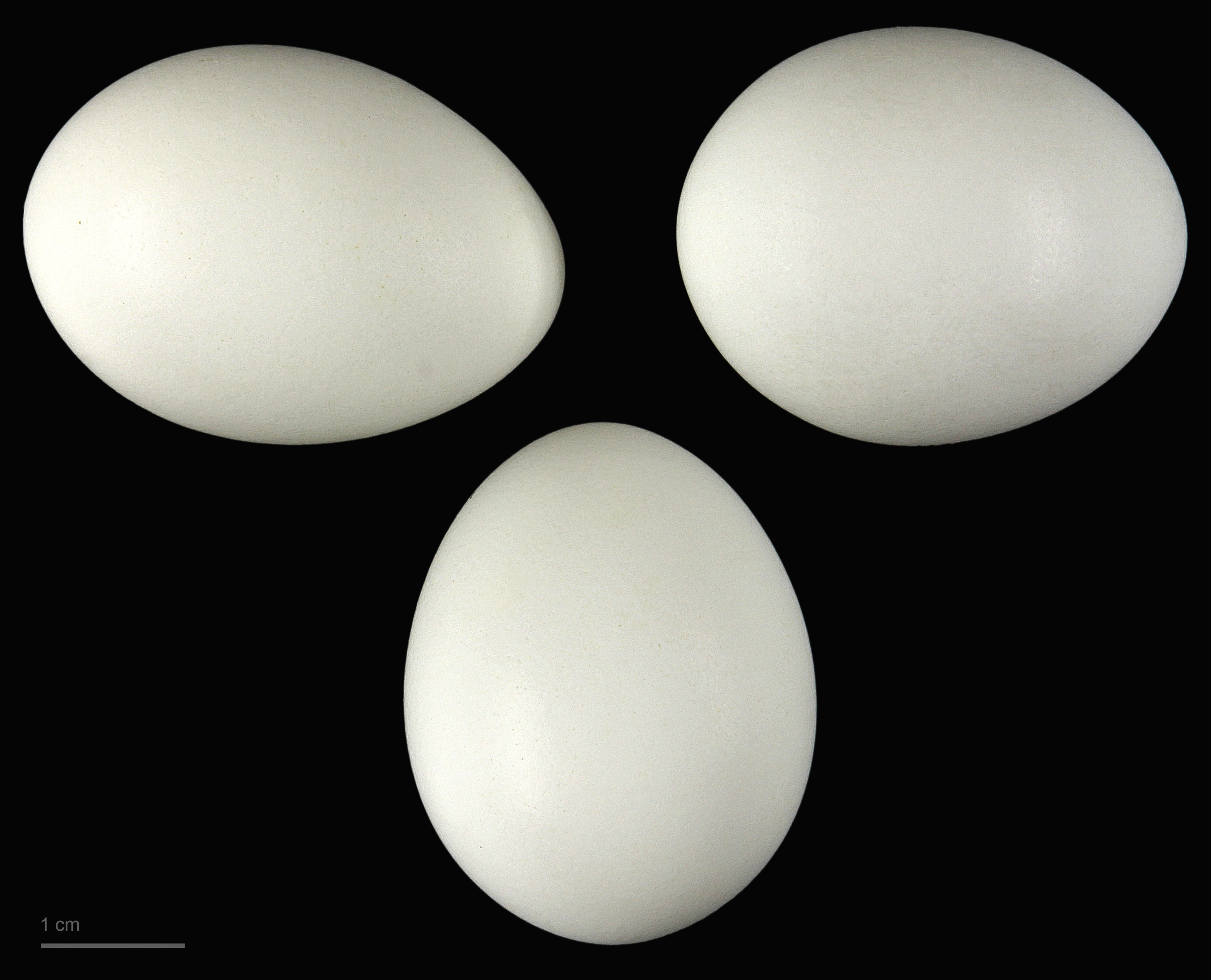
Ixobrychus minutus - MHNT

Avec un retour tardif de ses quartiers d'hiver en Afrique, le blongios nain fait son site de nidification au cours de la deuxième moitié de mai, en Europe.
Il y a peu d'information sur la formation des couples. Nous savons que les mâles arrivent en premier lieu. Il marque son territoire par le chant et en chasse tous les concurrents qui se présentent. Les mâles sont chanteurs et leur chant ressemble à un aboiement de chien au loin.
Le mâle choisit l'emplacement du nid, de préférence dans une roselière ou à proximité dans les fourrés de saules ou les buissons, à faible hauteur (à quelques dizaines de centimètres au-dessus de la surface, dans une zone ou l'eau est profonde de 25 à 30 cm. Si les conditions sont optimales, les couples tendent à former des colonies de faible densité. Parfois, les nids sont seulement distants de 3,5 à 5 mètres, bien que de telles densités soient assez rares.
Le mâle dépose le premier matériau. Quand la femelle a accepté le premier projet, il continue la construction.
Le nid est en forme de pyramide inversée, de 30 cm de diamètre environ (dimensions variant selon le site). Il est fait de feuilles et morceaux de roseaux séchés. Le nid est abrité faiblement mais de façon beaucoup plus importante s'il est exposé au vent et aux vagues.
La femelle pond (souvent avant que le nid ne soit complètement terminé), en une seule fois 5 à 6 œufs blancs (extrêmes : 4 à 9) entre mi-mai et juin.
Mâle et femelle se remplacent pour couver les œufs 18/20 jours que dure l'incubation. Les petits à 5 ou 6 jours sont déjà en mesure de quitter un instant la plate-forme et de récupérer les tiges aux alentours immédiats. À partir du dixième jour après l'éclosion, ils sont raides et droits comme les adultes, mais ils sont encore couverts de duvet. Au fil des jours, ils s'éloignent du nid, mais reviennent régulièrement pour recevoir leur nourriture. Après un mois, ils sont autonomes et ont instinctivement appris à pêcher.

## Habitat et répartition

zone de nidification
résident permanent
non nicheur

Le Blongios nain apprécie particulièrement les bords d'étangs, les cours d'eau lents et les marais mais aussi certaines sablières ou gravières voire de grands parcs urbains ou les bassins de retenue.
On le trouve parfois (comme nicheur) dans les estuaires (de la Seine) ou près de la mer (Camargue, ou réserve naturelle du courant d'Huchet).
Le Blongios nain fréquente une vaste gamme de milieux aquatiques, naturels ou artificiels, dès lors que ceux-ci présentent une végétation herbeuse ou arboricole adéquate (roselières, bosquets de saules).

## Migration, hivernage
Le Blongios nain arrive en France aux alentours du mois de mai et repart dès les mois d'août ou septembre.
Les zones d'hivernage semblent situées en Afrique de l'Est où il arrive en suivant une voie de migration orientale (Italie, rive orientale de la Méditerranée, Péninsule Arabique). La migration retour semble plus occidentale, mais globalement les axes migratoires de ce petit héron sont très mal connues.

## État des populations, pressions, réponses

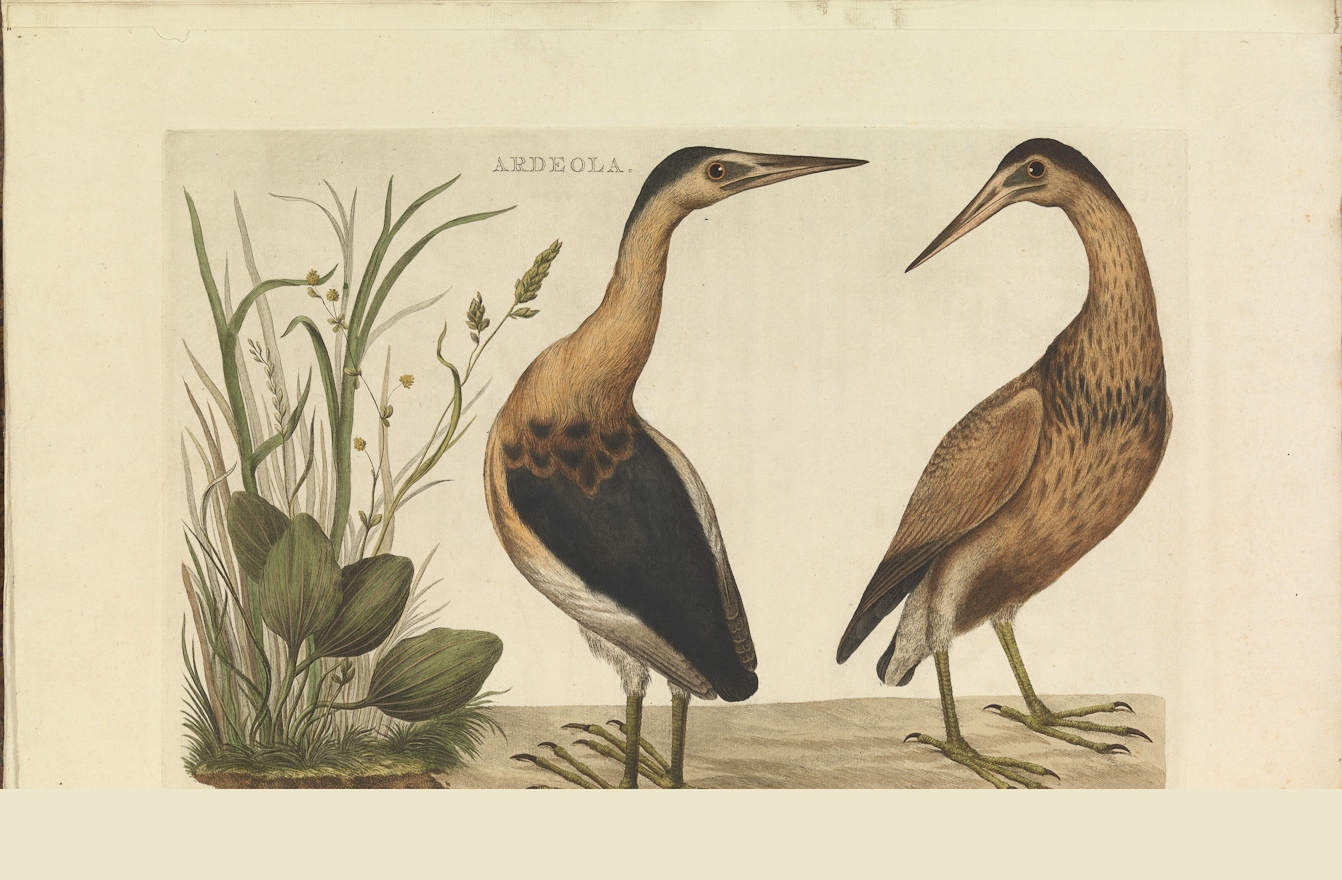
Blongios nain, Nederlandsche Vogelen, 1750

L'Union internationale pour la conservation de la nature classe le blongios nain comme préoccupation mineure. 
L'Europe compte de 40 000 à 100 000 couples nicheurs et l'espèce était considérée comme vulnérable et en fort déclin à échelle européenne notamment pour les années 1970 et 1980. Ils sont répartis sur une relativement faible superficie en Europe de l'Ouest.
Cet oiseau est « considéré comme étant une espèce menacée au niveau national et européen et méritant des mesures conservatoires particulières », notamment à la suite de la régression ou dégradation des zones humides. Il est pour cette raison protégé au niveau européen (inscrit en annexe 1 de la directive européenne sur les oiseaux). Une explication à son déclin en fin de XXe siècle pourrait être la régression ou dégradation des zones humides sur sa route de migration entre l'Afrique et l'Europe, notamment lors des importantes sécheresses d'Afrique de l'Est dans les années 1970-1980, ce qui laisse penser que les actions de protection conduites en Europe doivent absolument être accompagnées d'actions équivalentes en Afrique.
En France, la population de Blongios nain était en fort déclin, suivant ainsi la tendance générale européenne, avec un effectif estimé à 2 000 couples en 1968, 453 couples en 1983 et 242 couples en 1997, avec son plus important noyau en Camargue.
Certaines régions de France (littoral atlantique, Picardie, Flandre) ont perdu 80 % de leurs effectifs au cours de cette période. Cependant, l'espèce est extrêmement discrète et de nombreux oiseaux passent peut-être inaperçus, notamment dans les grands marais peu accessibles, mais aussi dans certaines petites zones humides où sa présence n'est pas recherchée, par exemple dans la Brenne.
Les effectifs de ce blongios semblent remonter depuis 1990 (ou sont mieux inventoriés ?). On estime que la population nationale se situe aujourd’hui entre 500 et 800 couples (estimation en 2006 : Dubois et al. 2008). Il est considéré comme en voie de disparition dans certaines régions (liste rouge en Isère par exemple)
En Île-de-France, l'espèce est considérée comme un nicheur très rare, en régression depuis 1976 et selon le Museum Quasi menacé (« espèce proche du seuil des espèces menacées ou qui pourrait être menacée si des mesures de conservation spécifiques n'étaient pas prises »). L'effectif reproducteur est estimé à une vingtaine de couples.
Il est attentivement suivi dans le nord de la France, notamment sur le marais du Romelaëre devenu réserve naturelle nationale, dans le marais audomarois qui abrite à lui seul de 4 à 10 % (selon les sources) de la population nationale de blongios nain,,, de même qu'en Belgique. Des travaux de restauration de roselières en zone humide sont conduits en sa faveur, avec notamment l'aide de l'Agence de l'eau (par exemple à Saint-Quentin et Rouvroy (Réserve naturelle des Marais d'Isle)).
En Wallonie, l'espèce est jugée en danger critique.

### Sous-espèces
D'après la classification de référence (version 14.1, 2024) de l'Union internationale des ornithologues, le Blongios nain possède 3 sous-espèces (ordre philogénique) :
- B. m. minutus (Linnaeus, 1766) — de l'Europe au nord-ouest de l'Inde ;
- B. m. payesii (Hartlaub, 1858) — Afrique subsaharienne ;
- B. m. podiceps (Bonaparte, 1855) — Madagascar.